# Joseph Byrd
Joseph (Joe) Byrd (Louisville, 19 december 1937) is een Amerikaans toetsenist en componist. Hij werd bekend als oprichter van de experimentele en psychedelische rockbands The United States of America en Joe Byrd and the Field Hippies, en als componist.

## Biografie
Byrd groeide op in Tucson in Arizona. Tijdens zijn highschooltijd speelde in verschillende rock-, jazz- en countrybands.
Ondanks dat hij een fellowship voor de Stanford-universiteit had gewonnen, vertrok naar New York, om daar bij te leren in de experimentele muziek. Hier bouwde hij naam op met zijn eigen composities met een voorkeur voor het minimalisme. Verder werkte hij hier als dirigent, medeproducer, arrangeur en assistent van muziekcriticus Virgil Thomson. Ook ging hij in de leer bij avant-gardecomponist John Cage.
Bij terugkeer in Los Angeles werd hij assistent-docent aan de Universiteit van Californië - Los Angeles. Ook begaf hij zich onder Indiase en andere artiesten en maakte zich deze en andere muziekstijlen eigen. Hier leidde hij tussen 1964 en 1966 The New Music Workshop of Los Angeles. Medio 1967 legde hij zijn werk neer bij de universiteit om zich te richten op het componeren van nieuwe, psychedelische muziek.
Nog in 1967 formeerde hij The United States of America en nog voor de band een liveoptreden had gegeven, tekende hij een platencontract met Columbia Records voor een album met dezelfde naam als de band. Het album kende op zich weinig succes, maar ging niettemin de geschiedenis in als pionierswerk in het gebruik van ringmodulatie (door Gordon Marron). Dit is een primitieve synthesizer die aan de basis ligt van andere psychedelische muziek. Na een jaar optreden en het uitblijven van succes ging de band weer uit elkaar.
Vervolgens richtte hij Joe Byrd and the Field Hippies op, waarmee hij in de studio met rockartiesten werkte aan een combinatie van rockmuziek met elektronische muziek. Met deze muziek had hij invloed op latere artiesten als Radiohead en Portishead.
Hierna vervolgde hij vooral met composities die de maintstream van het muzikale spectrum hielden, zoals kerstmuziek, jazz en filmmuziek.
- Bibliothèque nationale de France: cb14084113z (data)
- Gemeinsame Normdatei: 1180974964
- Library of Congress Control Number: n82006560
- MusicBrainz: 5911473b-72bc-4f02-88ae-f8651cf63b49
- Nationale Bibliotheek van Tsjechië: xx0169369
- Nationale Bibliotheek van Israël: 987008729775205171
- SNAC: w6r04cb6
- Système universitaire de documentation: 169024180
- Union List of Artist Names: 500470091
- Virtual International Authority File: 9003152200847014400002